# Mirko Grabovac
Mirko Grabovac (* 19. September 1971 in Split, Jugoslawien) ist ein kroatisch-singapurischer Fußballtrainer und ehemaliger Fußballspieler.

## Karriere

### Spieler

#### Verein
Mirko Grabovac stand von Januar 1992 bis Juni 1992 beim österreichischen Verein SC Zwettl in Zwettl, Niederösterreich, unter Vertrag. Wo er vorher gespielt hat, ist unbekannt. Am 1. Juli 1992 wechselte er zum ebenfalls in Niederösterreich beheimateten Kremser SC. Nach der Hinrunde 1992 ging er im Januar 1993 nach Kroatien. Hier spielte er bis August 1999 für die Vereine NK Primorac Stobreč, Cibalia Vinkovci, NK Zadar und NK Mladost Proložac. Am 1. September 1999 zog es ihn nach Asien. Hier unterschrieb er in Singapur einen Vertrag beim Erstligisten Singapore Armed Forces FC. 1999 gewann er mit dem Klub den Singapore Cup. Im Endspiel besiegte man den Jurong FC mit 3:1. 2000 und 2002 feierte er mit dem Verein die singapurische Meisterschaft. 1999, 2000, 2001 und 2002 wurde er Torschützenkönig der Liga. In 137 Ligaspielen traf er 143-mal das Tor. Im Januar 2004 wechselte er zum Ligakonkurrenten Tampines Rovers. Mit den Rovers feierte er 2004 und 2005 die Meisterschaft. Als Sieger beim Singapur Cup ging er 2004 und 2006 vom Spielfeld. Die ASEAN Club Championship gewann er 2005. 2005 wurde er mit 26 Toren wieder Torschützenkönig der Liga. Für die Rovers stand er 100-mal in der ersten Liga auf dem Spielfeld. Hierbei erzielte er insgesamt 83 Tore. Im Januar 2008 nahm ihn der ebenfalls in der ersten Liga spielende Sengkang Punggol unter Vertrag. Bis Mitte des Jahres spielte er zweimal für Sengkang in der ersten Liga. Am 1. Juli 2008 beendete er seine Karriere als Fußballspieler.

#### Nationalmannschaft
Mirko Grabovac spielte von 2001 bis 2004 zwölfmal in der Nationalmannschaft von Singapur.

### Trainer
Mirko Grabovac begann seine Trainerkarriere am 15. September 2009. Hier übernahm er den kroatischen Verein HBDNK Mosor – Sveti Jure. In Kroatien stand er für NK Imotski, NK Omiš, NK Junak Sinj und nochmals für HBDNK Mosor an der Seitenlinie. Anfang Januar 2018 übernahm er das Traineramt bei seinem ehemaligen Verein Singapore Armed Forces FC in Singapur. Bei dem Verein stand er bis zum 1. November 2018 unter Vertrag.

## Erfolge

### Spieler
Singapore Armed Forces FC
- S. League: 2000, 2002
- Singapore Cup: 1999

Tampines Rovers
- S. League: 2004, 2005
- Singapore Cup: 2004, 2006
- ASEAN Club Championship: 2005

## Auszeichnungen

### Spieler
S. League
- Torschützenkönig: 1999, 2000, 2001, 2002, 2005
- Spieler der Saison: 2000